# ماتيوز زارمبا
ماتيوز زارمبا (بالبولندية: Mateusz Zaremba) مواليد 27 أكتوبر 1984 في بولندا، هو لاعب كرة يد بولندي. يلعب حاليا مع فيف تارغي كيلسي ويحمل الرقم 7. مثل منتخب بولندا لكرة اليد.

## سجل المنافسة
شارك في البطولات التالية:
- بطولة أوروبا لكرة اليد للرجال 2012